# Каминьский, Иренеуш
Иренеуш Гвидон Каминьский (пол. Ireneusz Gwidon Kamiński; 1 марта 1925, Гнезно — 13 сентября 1996, Щецин) — польский писатель, журналист, поэт и общественный деятель ПНР, автор ряда литературных и публицистических произведений, в том числе популярных исторических романов. Активно участвовал в противостоянии ПОРП с профсоюзом Солидарность, в 1981 был одним из лидеров ортодоксального Движения щецинских коммунистов.

## Образование и дебюты
Родился в семье чиновника. В детстве жил на семейной ферме в деревне Лесьнево. В 1938 поступил в гнезненскую гимназию имени Болеслава Храброго. Учёба была прервана войной и нацистской оккупацией Польши. Первые годы оккупации Иренеуш Каминьский работал разнорабочим и помощником пекаря. В 1942 был отправлен на принудительные работы в нацистской Германии. Работал слесарем на военном заводе в Тройенбрицене.
Вернулся в Польшу в 1945 и поселился в Познани. В 1947 завершил среднее образование. Состоял в Союзе польских харцеров. В 1952 окончил факультет польской филологии Познанского университета. Защитил кандидатскую диссертацию по творчеству Владислава Рабского — писателя, драматурга и национал-консервативного политика конца XIX — начала XX века. Писал статьи на темы польской культуры, занимался переводами с русского (в том числе Антона Чехова) и немецкого (в том числе Вальтера Кауфмана).
В 1950 Иренеуш Каминьский дебютировал как поэт в лодзинском еженедельнике Wieś. В 1953 состоял в редакционной группе городского альманаха Poznań — dzieje, ludzie, kultura. Увлечённо занимался историко-литературными изысканиями о герцоге Щецинском Богуславе X. Эта работа привела Каминьского в Щецин.

## Литератор и журналист

### Обозреватель
Занимаясь историей Богуслава X, в 1952 Иренеуш Каминьский вступил в щецинское отделение Союза польских писателей (ZLP). В 1954 перебрался на жительство в Щецин. Работал в редакции партийного журнала Głos Szczeciński, в 1957—1970 был редактором отдела культуры.
В разное время Каминьский возглавлял литературные разделы в общественно-культурных изданиях Odra, Tygodnik Zachodni, Pomorze, Vineta. Был одним из основателей еженедельника Ziemia i Morze, освещавшего жизнь поморской деревни и балтийское мореходство. С 1971 — заместитель главного редактора издания Морской и колониальной лиги — ежемесячника Morze.
В середине 1960-х Иренеуш Каминьский был литературным руководителем щецинской Государственной оперетты. Состоял в жюри «песенного альбома» щецинского городского телевидения. В 1966—1968 заведовал отделом германистики щецинской публичной библиотеки.

### Романист
Первое крупное литературное произведение — Węgierska opowieść (Венгерское сказание), о польско-венгерском революционере Юзефе Беме — Каминьский издал в 1954. Роман не был отмечен критикой. Однако в 1957 вышел новый исторический роман Каминьского — Czerwony Sokół (Красный сокол) о Богуславе X. Это книга считается главным произведением Каминьского. Работа принесла автору всепольскую известность.
Czerwony sokół стал первым в трилогии исторических романов Иренеуша Каминьского о Западной Померании XV—XVI веков. В 1958 вышло продолжение Mściciel przypływa z Rugii (Мститель идёт из Рюгена), в 1971 — Krystyna i rapier (Кристина и рапира). К историческому жанру относилась и драма 1960 Miłość przyjdzie z inkwizytorem (Любовь придёт с инквизитором). Критика отнеслась к этим книгам двойственно. В целом отзывы были позитивны, но отмечалось модельное влияние Генрика Сенкевича, Вальтера Скотта, Александра Дюма.
Иренеуш Каминьский написал и несколько произведений из жизни ПНР. В 1963 был издан роман Białe wrony (Белые вороны). В романе 1969 Anastazja, czyli opowieści garbusa (Анастазия, или Сказания горбуна) затрагивалась автобиография Каминьского, время его пребывания на принудительных работах в Германии.
На протяжении ряда лет — 1958—1963, 1967—1970, 1980—1983 — Иренеуш Каминьский был председателем Щецинского отделения ZLP.

## Партийный публицист
С 1950 Иренеуш Каминьский состоял в польском комсомоле — Союзе польской молодёжи. В 1953 вступил в правящую компартию ПОРП. В 1964—1967 и 1970 был секретарём парторганизации в ZLP. Выступал как убеждённый коммунист, особенно отстаивал принципы материалистического мировоззрения и государственного атеизма. В идеологических позициях Каминьского были также заметны черты польского национализма и антисемитизма.
Иренеуш Каминьский последовательно проводил курс идеологизации литературы и культуры. Так, в 1971 (вскоре после подавления рабочих протестов на Балтийском побережье, включая Щецин) Каминьский утверждал, что «в современной жизни нет вопросов, которые не были бы связаны с политикой» и рекомендовал оценивать творческие работы по их мировоззренческой и политической концепции. В то же время он избегал прямой оценки событий, говорил о «сложности и неоднозначности настроения масс», воздерживался от прямых установок (линия нового партийного руководства во главе с Эдвардом Гереком после отстранения Владислава Гомулки ещё не была ясна).
Несколько раз Иренеуш Каминьский командировался в зарубежные поездки. В 1956 он опубликовал Refleksje z podróży do NRD (Размышления о поездке в ГДР). Тогда же были изданы его очерки Strzały w Budapeszcie (Выстрелы в Будапеште), Tragedii węgierskiej ciąg dalszy (Продолжение венгерской трагедии), Partie komunistyczne wobec wydarzeń w Polsce i na Węgrzech (Коммунистические партии в событиях в Польше и Венгрии). С ортодоксально-коммунистических позиций Каминьский оценивал Венгерское восстание и Польский Октябрь. Дважды — в 1968 и 1972 — Каминьский выезжал в ДРВ в качестве военного корреспондента, освещал ход Вьетнамской войны. В 1970 опубликовал сборник репортажей Paszcza smoka. Szkice wietnamskie (Пасть дракона. Вьетнамские зарисовки).
В 1964 и 1969 Иренеуш Каминьский был награждён орденом Возрождения Польши, в 1986 — орденом Знамя Труда.

## Активист «бетона»
Летом 1980 мощная забастовочная волна вынудила руководство ПОРП согласиться на создание независимого профсоюза Солидарность. Щецин стал одним из центров нового профсоюзного движения. Иренеуш Каминьский выступал решительным противником «Солидарности» с позиций «партийного бетона».
В начале июля 1981 ортодоксально настроенные представители партактива и аффилированной с ПОРП интеллигенции создали Движение щецинских коммунистов (RSK). Одним из лидеров этой группировки стал Иренеуш Каминьский. Заявления RSK формулировались под его определяющим идеологическим влиянием.
RSK воспроизводило догматические установки Катовицкого партийного форума, выступало за жёсткое подавление «Солидарности», восстановление полновластия ПОРП. Ещё враждебнее RSK относилось к «либеральному» крылу ПОРП, «горизонтальным структурам» партийных реформистов и дискуссионному клубу, который возглавлял в Щецине научный сотрудник Технологического университета Марек Пшигодский. Важное место занимали при этом националистические и изоляционистские мотивы: Каминьский и его сторонники выступали против связей с Западом, считали опасным западное культурное влияние, унизительной западную материальную помощь.
Жёсткий догматизм привёл RSK к конфликту даже с воеводским комитетом ПОРП. Члены RSK воздерживались от нападок на первого секретаря Станислава Мискевича, но критиковали за «уступки «Солидарности»» секретаря по идеологии Влодзимежа Миндовича и секретаря по оргвопросам Стефана Рогальского. Дошло до того, что Миндович потребовал от RSK «прекратить суждения, кто настоящий коммунист, а кто нет».
В этот период Каминьский в полной мере проявил не только национал-коммунистические, но и антисемитские взгляды. Наряду с ПОРП и RSK, он состоял также в объединении «Грюнвальд», где антисемитизм был почти официальной доктриной. На заседании Старградского городского комитета ПОРП Каминьский говорил, будто «с 1948 по 1956 евреи управляли Польшей и снова движутся к власти». В этой связи он даже отчасти положительно оценивал деятельность председателя Щецинского профцентра «Солидарности» радикального антикоммуниста Мариана Юрчика — за то, что «благодаря Юрчику раскрывается еврейское продвижение».
Иренеуш Каминьский был делегатом IX чрезвычайного съезда ПОРП 14—20 июля 1981 и выступал с идеологическим докладом RSK. Выступление было встречено негативно, особенно со стороны делегатов-рабочих.
13 декабря 1981 в Польше было введено военное положение. Власть перешла к Военному совету национального спасения во главе с Войцехом Ярузельским. В новых условиях RSK прекратил свою деятельность. Однако Иренеуш Каминьский активно поддержал военный режим. В первой половине 1980-х он регулярно публиковался в еженедельнике Rzeczywistość — рупоре «бетонной» Ассоциации «Реальность».

## Последние годы и книги
В 1988—1989 новая забастовочная волна, Круглый стол и альтернативные выборы привели к падению власти ПОРП. К 1991 ПНР была преобразована в Третью Речь Посполитую. Иренеуш Каминьский отошёл от общественно-политической жизни, но продолжал литературную работу.
В 1992 Каминьский издал сборник рассказов Retrospekcja (Ретроспекция). В 1992 и 1994 увидели свет романы Diabelska ballada (Дьявольская баллада) и Powracająca fala (Взрывная волна), в 1995 — последнее произведение Каминьского Dziesiąta planeta (Десятая планета). Все эти сочинения Каминьский издавал за свой счёт.
Скончался Иренеуш Каминьский в возрасте 71 года. Похоронен на Центральном кладбище Щецина.
Иренеуш Каминьский был дважды женат, имел четверых детей.